# Château de Marcilly-la-Gueurce
Le château de Marcilly-la-Gueurce, est une ancienne maison forte, remaniée profondément, qui se dresse sur la commune de Marcilly-la-Gueurce dans le département de Saône-et-Loire, en région Bourgogne-Franche-Comté.
Le château et les terrasses à l'Est font l’objet d’une inscription au titre des monuments historiques par arrêté du 22 mars 1993.

## Situation
Le château de Marcilly-la-Gueurce est situé dans le département français de Saône-et-Loire sur la commune de Marcilly-la-Gueurce, au bord d'une plate-forme dominant la vallée et un affluent du ruisseau de Conche.

## Histoire
Au XIIe siècle, la maison forte est tenue par une famille qui porte le nom de Marcilly.
En 1303, la maison forte qui portait à l'époque le nom de l’Étang, est la possession de Jean de Marcilly, seigneur de Chevenizet (Nochize). Au XVe siècle, elle passe par alliance aux Damas, puis aux Martel, aux de Priezac, aux de la Cour et aux Dagonneau.
Au XVIe siècle, la motte de Marcilly passe, par mariage, à Florent de Martel, gentilhomme dauphinois, puis à Jean-Gaspard de Bionnay. Vers 1650, aux Bionnay, succède Étienne Dagonneau.
En 1764, la fortune de la famille Dagonneau ayant été dilapidée, le domaine est vendu à Jean d'Aoustène, payeur de la cour des monnaies de Lyon.
À la fin du XVIIIe siècle, la fille et héritière du précédent épouse Claude Voiret, qui appartient à une vieille famille lyonnaise ; par les femmes, le bien est transmis à la famille Sarton du Jonchay qui le possède encore de nos jours.
En 1825, le donjon est abattu.

## Description
Plusieurs fois modifié depuis le XIIe siècle, le château comprend un gros pavillon rectangulaire, flanqué d'une tour circulaire découronnée à base légèrement talutée. Contre lui s'adosse, à l'alignement de sa façade orientale, un corps de logis édifié au XVIe siècle à l'emplacement d'une cour pavée.
Précédé à l'Est d'un balcon de pierre reposant sur des arcades, il est flanqué d'une tour circulaire qui a retrouvé son toit conique et d'une tour carrée tronquée, résultant de la transformation d'une ancienne tour circulaire, qui contient un escalier à vis.